# Frank Vandenbroucke (polityk)
Frank Ignace Georgette Vandenbroucke (ur. 21 października 1955 w Leuven) – belgijski i flamandzki polityk, minister w rządzie federalnym i regionalnym, wicepremier, w latach 1989–1994 przewodniczący Partii Socjalistycznej.

## Życiorys
Ukończył magisterskie studia ekonomiczne na Katholieke Universiteit Leuven. Kształcił się następnie w zakresie filozofii w Cambridge (1982), a w 1999 uzyskał stopień naukowy doktora filozofii na University of Oxford. Od 1978 do 1980 pracował jako asystent naukowy na KUL, później został członkiem zespołu SEVI (departamentu naukowego flamandzkiej Partii Socjalistycznej).
W 1985 po raz pierwszy wybrano go na posła do federalnej Izby Reprezentantów, uzyskiwał reelekcję w 1987, 1991 i 1995. W 1989 stanął na czele Partii Socjalistycznej, kierował nią do 1994, kiedy to objął urzędy wicepremiera i ministra spraw zagranicznych w pierwszym rządzie Jean-Luka Dehaene. Zajmował te stanowiska przez kilka miesięcy (od października 1994 do marca 1995), po czym był przewodniczącym klubu deputowanych SP.
Rezygnacja z funkcji rządowych i odejście z parlamentu w 1996 wiązały się z jego udziałem w aferze korupcyjnej Case Agusta-Dassault, w ramach której czołowi socjalistyczni politycy przyjmowali korzyści majątkowe od włoskiego producenta śmigłowców. Frank Vandenbroucke nie został w tej sprawie nigdy oskarżony, na trzy lata wycofał się jednak z polityki, przebywał wówczas na stażu naukowym w Oksfordzie. W 1999 powrócił do Izby Reprezentantów, a następnie w tym samym roku do rządu. Guy Verhofstadt powierzył mu wówczas resort spraw społecznym i emerytur, którym kierował do 2003. Później do 2004 był ministrem zatrudnienia w drugim gabinecie tego samego premiera.
W 2004 przeszedł do flamandzkiego rządu regionalnego, gdzie został zastępcą ministra-prezydenta oraz ministrem pracy, edukacji i szkoleń zawodowych. W 2009 wybrano go do Parlamentu Flamandzkiego ze znacznym poparciem, jednak przewodnicząca jego partii nie zgodziła się na jego ponowną nominację do władz wykonawczych Flandrii. W rezultacie Frank Vandenbroucke pozostał deputowanym regionalnym, rozpoczął też prowadzenie wykładów na Uniwersytecie w Antwerpii. W 2010 uzyskał mandat w federalnym Senacie, w którym zasiadał do 2011.
W 2020 powrócił do rządu federalnego. W gabinecie, na czele którego stanął Alexander De Croo, został wicepremierem oraz ministrem spraw społecznych i zdrowia. W 2024 ponownie wybrany do niższej izby belgijskiego parlamentu. W październiku 2024 w gabinecie federalnym przejął również funkcję ministra współpracy rozwojowej (w miejsce Caroline Gennez, która przeszła do rządu flamandzkiego). W lutym 2025 w nowo powołanym rządzie federalnym Barta De Wevera ponownie powierzono mu stanowiska wicepremiera oraz ministra spraw społecznych i zdrowia.

## Odznaczenia
Odznaczony Orderem Leopolda II klasy (2009).